# Chiriyuku bokura
Chiriyuku bokura (散リユク僕ラ?) è l'undicesimo singolo della rock band visual kei giapponese Plastic Tree. È stato pubblicato il 14 novembre 2001 dall'etichetta indie SWEET HEART RECORDS.
Si tratta dell'ultimo lavoro del batterista TAKASHI con i Plastic Tree, che abbandonerà la band alla fine del 2001 per confluire negli HUSH.

## Tracce
Dopo il titolo è indicata fra parentesi "()" la grafia originale del titolo.
1. Chiriyuku bokura (散リユク僕ラ?) 4:21 - (Ryūtarō Arimura - Akira Nakayama)
2. Gichi gichi (ギチギチ?) - 4:35 (Ryūtarō Arimura - Tadashi Hasegawa)
3. Platform (プラットホーム?) - 3:37 (Ryūtarō Arimura - Akira Nakayama)

## Altre presenze
- Chiriyuku bokura:
  - 21/09/2002 - Träumerei
  - 26/10/2005 - Best Album

- Gichi gichi:
  - 26/10/2005 - Best Album

- Platform:
  - 21/09/2002 - Träumerei

## Formazione
- Ryūtarō Arimura - voce e seconda chitarra
- Akira Nakayama - chitarra e cori
- Tadashi Hasegawa - basso e cori
- TAKASHI - batteria